# Luis Sojo
Luis Beltrán Sojo Mayorca (Caracas, 3 de enero de 1965) es un exjugador y mánager de béisbol profesional.
Sojo es el único con cinco títulos de bateo en la Liga de Béisbol Profesional de Venezuela, además de haber logrado ganar cuatro anillos de Serie Mundial con los Yankees de Nueva York. Fue en la LVBP el mejor bateador derecho de la liga y discutiendo con Victor Davalillo el título de mejor bateador de la LVBP.

## Trayectoria
Sojo nació en la ciudad de Caracas, en el año 1965 y se crio en  Petare  Municipio Sucre del estado Miranda. Llegó a Grandes ligas con los Toronto Blue Jays, en Venezuela ha continuado con sus destacadas actuaciones vistiendo la franela de los Cardenales de Lara, llevando a los Pájaros Rojos a conseguir cuatro campeonatos del béisbol criollo. En la pelota rentada venezolana fue galardonado con el título de más valioso en la campaña 89-90, luego de conquistar también el título de bateo en esa campaña.
Fue elegido como "Novato del Año" en la temporada 1986-1987.
En su carrera acumuló 1007 hits, siendo uno de los 6 que han superado la barrera de los 1000 incogibles.
Fue el último mánager-jugador (2005-2006) en la LVBP.
Fue el líder de Cardenales de Lara en la dinastía de los 90, liderando al equipo que fue a 6 finales ganando 3, las 2 dos finales que perdieron fueron 7 juegos ambas.
Fue mánager de Cardenales de Lara en 2005-2006 alternándose aún como jugador activo) y en las zafras 2007-08, 2008-09 y 2009. Fue mánager de los Navegantes del Magallanes hasta el 29 de diciembre de 2013, Con Sojo como mánager, los eléctricos jugaron para 21 ganados y 17 perdidos, teniendo un récord global de 36G-27P (el mejor de la Ronda Regular). Luego quedó igualado con Cardenales de Lara en el primer lugar del Round Robin (con 10 triunfos y 6 reveses) y, finalmente, guio a la nave a alcanzar su undécimo título en la LVBP, tras derrotar a los pájaros rojos en siete encuentros durante la Gran Final. De esta manera, Sojo obtuvo su primer cetro en la LVBP como estratega luego de cinco temporadas. Posteriormente fue mánager de Tigres de Aragua en 2014/2015 en su primera campaña como dirigente del conjunto aragüeño, Sojo no consiguió resultados que respaldaran su labor, por lo que la organización tomó la decisión de apartarlo de su cargo.
Sojo ha sido el mánager de la Selección de béisbol de Venezuela en el Clásico Mundial de Béisbol de 2006, 2009 y 2013 logrando la medalla de bronce en la edición de 2009.
Para la temporada 2016 de la Liga Mexicana de Béisbol, fue contratado como mánager de los Toros de Tijuana pero el 5 de julio de 2016, después de 77 juegos y con el equipo hacia las bajas posiciones de la Liga Mexicana, la directiva decidió despedirlo siendo sustituido por el mexicano Pedro Meré.